# Une fille nommée Giulietta
Pour plus de détails, voir Fiche technique et Distribution.
Une fille nommée Giulietta (Pellegrini d'amore) est une comédie romantique réalisée par Andrea Forzano et sorti en 1954. 

## Synopsis
Une comtesse d'âge mûr et un pseudo-professeur ont loué une villa au bord de la mer et, échappant à la surveillance de la police, y tiennent un tripot illégal. Pendant la guerre, la villa avait abrité un commandement allemand, puis un commandement américain. Dans l'une des pièces de la villa se trouvait, et se trouve toujours, le portrait d'une belle inconnue qui avait attiré l'attention des deux commandants. Venus en Italie pour assister à une conférence, les deux anciens officiers retournent à la villa dans l'espoir de rencontrer et d'approcher enfin la femme de leurs rêves.
La comtesse, ayant compris que les deux jeunes gens sont très riches, décide de profiter de la situation. Elle fait croire aux deux hommes que la belle femme du portrait est l'une de ses nièces, et engage une danseuse au chômage, qui ressemble vaguement à la femme du portrait, qu'elle présente aux deux étrangers. Ces derniers lui font une cour effrénée, essayant de se dominer l'un l'autre, jusqu'à ce que leur jalousie réciproque les conduise à la violence. Après s'être battus à mort, ils perdent tous deux la raison. Lorsqu'ils reprennent conscience, on leur fait croire qu'ils sont coupables d'un meurtre. Grâce à cette ruse, ils sont soumis à un chantage, incités à payer de fortes sommes d'argent et embarqués de nuit sur un chalutier en partance, sur lequel ils pourront ensuite méditer sur leur propre folie. Entre-temps, la comtesse et le pseudo-professeur ont pris la fuite.

## Fiche technique
- Titre français : Une fille nommée Giulietta ou Pèlerins d'amour[1]
- Titre original : Pellegrini d'amore[2]
- Réalisation : Andrea Forzano
- Scénario : Andrea Forzano
- Photographie : Aldo Giordani (it)
- Montage : Andrea Forzano, Marcella Benvenuti
- Musique : Giulio Cesare Sonzogno
- Décors : Ubaldo Bonetti
- Production : Giovacchino Forzano
- Sociétés de production : Studios Pisorno
- Pays de production :  Italie
- Langue originale : italien
- Format : Noir et blanc - 1,37:1 - Son mono
- Genre : comédie romantique
- Durée : 85 minutes
- Dates de sortie : 
  - Italie : 30 octobre 1954
  - France : 1963 (Sud-Est, Nord)

## Distribution
- Sophia Loren : Beppina dei Colli / Giulietta
- Enrico Viarisio : Costantin
- Lauro Gazzolo : capitaine du chalutier
- Charles Rutherford (it) : Bill Miller
- Vic Dane : Sigmund von Falkenhoiseen
- Alda Mangini : Madame Dalia
- Giulio Calì : commissaire
- Guido Riccioli (it) : comptable Zeppini
- Nino Marchesini : président de l'UPM
- Beppe Orlandi : Cleofe, la servante
- Romano Gabrielli : Romoletto

## Production
Le tournage s'est déroulé à Viareggio et Livourne en Toscane.